# Phokion Heinrich Clias

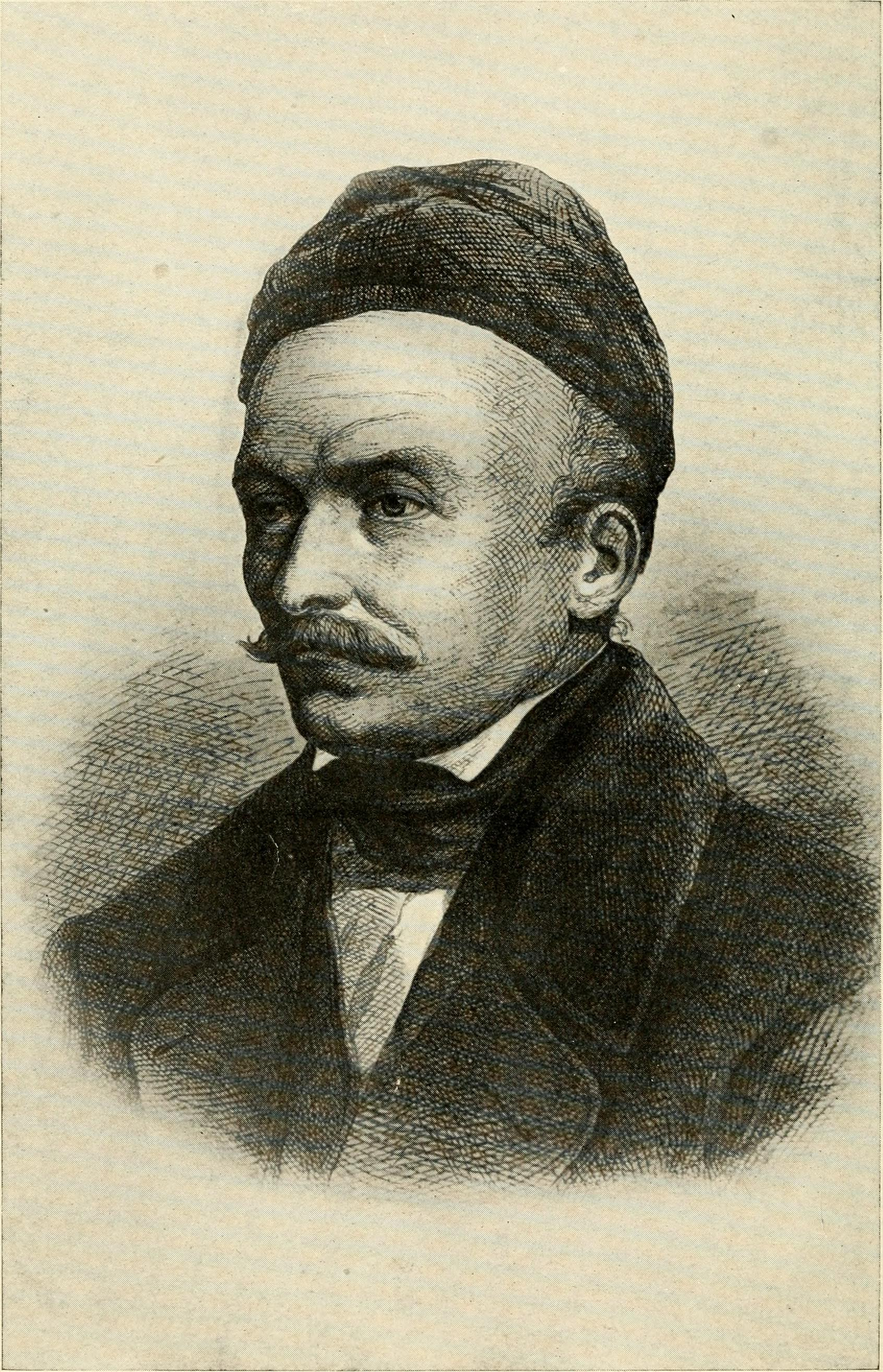
Phokion Heinrich Clias

Phokion Heinrich Clias (* 1782 in Boston; † 4. November 1854 in Coppet) war ein Schweizer Turner und Sport-Pädagoge. Zusammen mit Johannes Niggeler und Adolf Spiess zählt er zu den Begründern des Turnunterrichts in der Schweiz.

## Leben
Clias wurde als zweiter Sohn eines Nidwaldner Kaufmanns und Offiziers im Amerikanischen Unabhängigkeitskrieg geboren. Nach dem Tod der Mutter schickte der
Vater ihn und seinen älteren Bruder in ein Erziehungsinstitut nach Groningen in die Niederlande. Clias, dem das Anstaltsleben nicht gefiel, verliess Groningen rasch, um auf Reisen zu gehen. Nach zahlreichen Stationen wurde er nach einer Heirat Bürger im schweizerischen Aarberg, in unmittelbarer Nähe zu Bern.
Erste Turnlektionen gab er in Holland und Deutschland. Von 1810 an arbeitete er als Turnlehrer in Gottstatt bei Biel, dann am Gymnasium und am Waisenhaus in Bern sowie am Institut Fellenberg in Hofwil. Er war begeistert von der Gymnastik und dem Turnen. So erschien bereits 1816 sein erstes Buch Anfangsgründe der Gymnastik oder Turnkunst, welches zum Zweck hatte, die Behörden und die Bevölkerung von Bern über den Wert des Turnens aufzuklären und sie für dafür zu gewinnen. Unter seiner Leitung turnte auch die 1816 gegründete Vaterländische Turngemeinde, die spätere Akademische Turnerschaft Rhenania Bern. Die Leitung der Berner Akademie, zu Beginn eher skeptisch, begann allmählich begeisternd die Übungen zu fördern. So wurde Clias am 10. April 1818 zum Direktor der gymnastischen Übungen ernannt. 1821 gründete er im Berner Marzili eine Schwimm- und Badeanstalt und wurde noch im gleichen Jahr an die königliche Militär- und Seemannsschule nach England berufen. Clias, der von 1823 bis 1829 Hauptleiter der Gymnastik der Militärschulen am Englischen Hof war, kehrte trotz mehrmaliger Auslandsreisen, insbesondere auch in den 1840er Jahren nach Frankreich, immer wieder nach Bern zurück. Er setzte sich für das Turnen in den Schulen ein und kämpfte zeitlebens insbesondere für das Recht der Mädchen auf Turnunterricht.
1832–35 war er Mitglied im Berner Grossen Rat. Ab 1848 lebte er endgültig wieder in Bern. Er starb im Alter von 72 Jahren an den Spätfolgen eines Unfalls.

## Veröffentlichungen (Auswahl)
- Anfangsgründe der Gymnastik oder Turnkunst. Bern 1816.
- Gymnastique élémentaire, ou cours analytique et gradué d'exercices propres à développer et à fortifier l'organisation humaine. Paris 1819.
- An elementary course of gymnastic exercises, intended to develope and improve the physical powers of man with … a new and complete treatise on the art of swimming. London 1825.
- Kalisthenie oder Übungen zur Schönheit und Kraft der Mädchen. Bern 1829.